# 鹿児島 (小惑星)
鹿児島（かごしま、4703 Kagoshima）は小惑星帯に位置する小惑星。鹿児島県鹿児島市のアマチュア天文家、向井優が北海道の武石正憲との共同観測により発見した。
発見者の住む鹿児島市から命名された。